# Agrimonia eupatoria
L'agrimonia comune (Agrimonia eupatoria L.) è una pianta appartenente alla famiglia (tassonomia) delle Rosacee. È chiamata anche erba di san Guglielmo.

## Descrizione

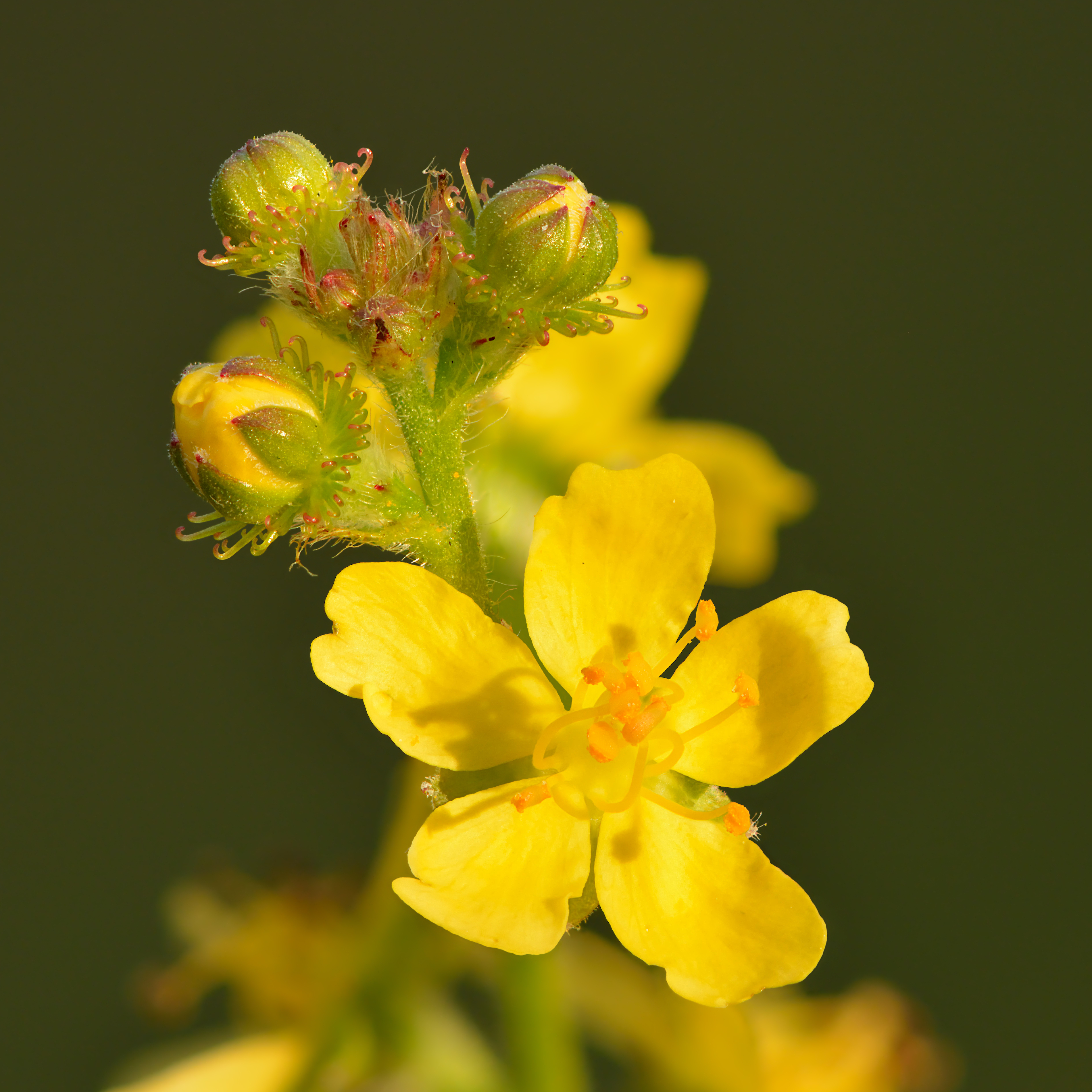
Fiore

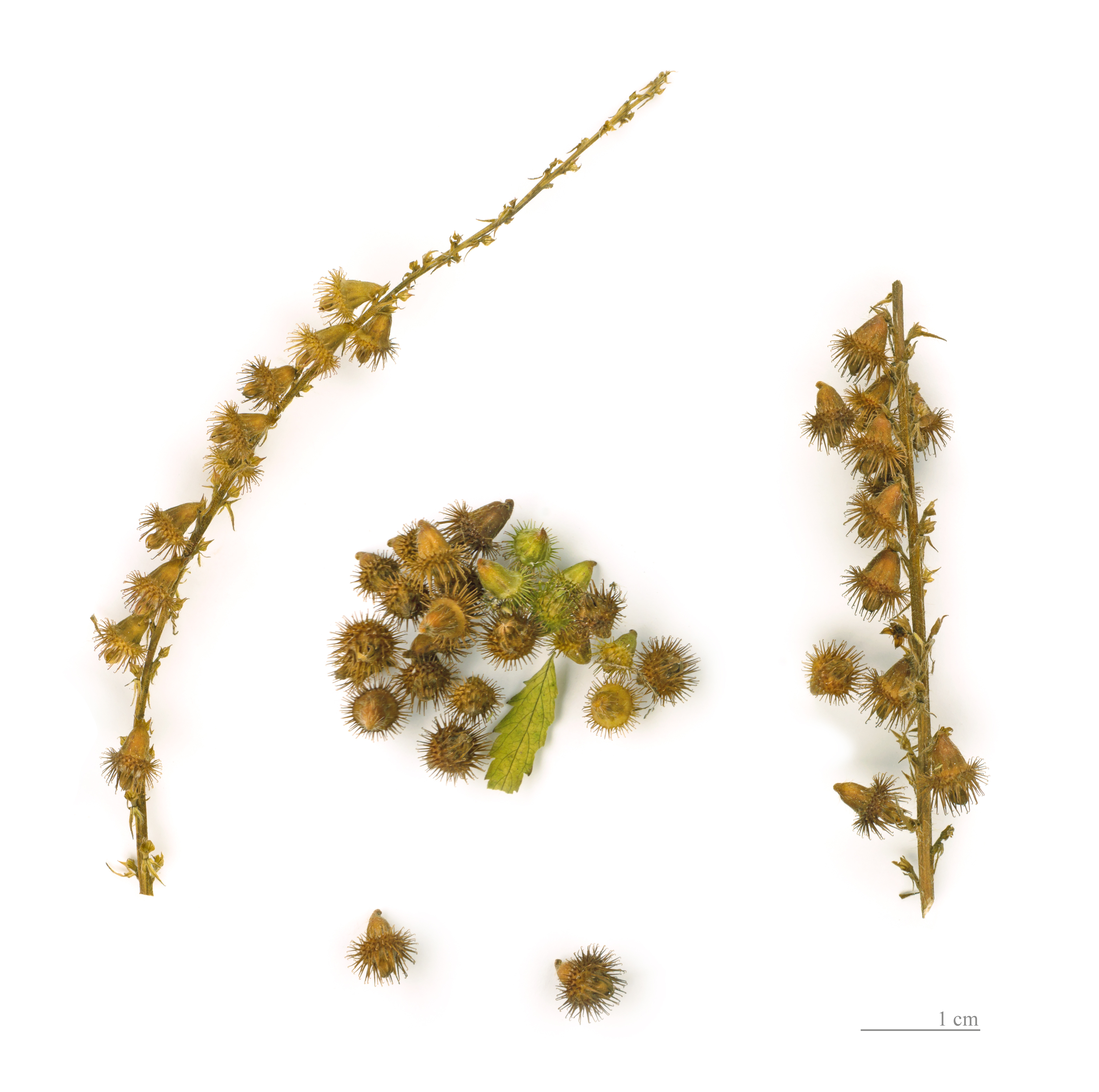
Frutti

L'agrimonia è una erbacea perenne con un piccolo rizoma da cui nasce un fusto eretto privo di foglie alto fino a 80 cm.
Le foglie, biancastre nella parte inferiore e verde in quella superiore hanno margine seghettato e hanno alla base due foglioline di forma diversa (stipole) che avvolgono il fusto.
L'infiorescenza è composta da molti piccoli fiori gialli, aventi ognuno un calice di cinque pezzi attaccati ad un tubo che ha all'apice una corolla con cinque petali gialli.
Il frutto è composto da due acheni racchiusi nel tubo del calice. Grazie alla presenza di uncini, si attacca al pelo degli animali che vi passano vicino, favorendone la disseminazione anche in zone lontane, cioè la dispersione dei semi è zoocora.

## Distribuzione e habitat
È diffusa in Europa, Nord Africa e Asia occidentale.
In Italia si può trovare sia in zone montane, ai margini di boschi e pascoli, sia in zone con clima mediterraneo, in particolare in zone aperte, secche e soleggiate.

## Proprietà e usi
L'agrimonia è un'erba officinale e medicinale di cui si utilizzano le sommità fiorite. È conosciuta per le sue proprietà già ai tempi di Plinio il Vecchio che la consigliava per le affezioni al fegato. Contiene olio essenziale, vari acidi organici, quercitrina e tannini. Per la presenza di tannini ha potere astringente e quindi per uso esterno viene impiegata contro congiuntivite, infiammazioni del cavo orale e nasale e soprattutto contro moltissime malattie della pelle, grazie alla presenza di una sostanza, l'acido ursolico, che ha un'attività paragonabile al cortisone.
L'agrimonia eupatoria è uno dei fiori di Bach, 38 rimedi naturali individuati dal medico britannico Edward Bach, che ne consigliava l'assunzione, oltre che come supporto epatico e della pelle, anche per disintossicarsi e per sciogliere le emozioni represse. La repressione dei sentimenti sarebbe infatti, secondo il medico, la causa a monte di sintomatologie quali l'insonnia, il bruxismo, il mal di testa e gli sfoghi della pelle.